# Natioro jezik
Natioro jezik (koo’ra, natjoro, natyoro; ISO 639-3: nti), nigersko-kongoanski jezik uže skupine gur, kojim govori 2.400 ljudi (Vanderaa 1991) u provinciji Léraba, Burkina Faso. Središte mu je oko grada Sindou, i u naseljima Dinaoro, Timba i Kawara.
S jezikom wara [wbf] (Burkina Faso) čini gursku podskupinu wara-natioro. Etnička grupa živi među pripadnicima naroda Jula, na čijem su jeziku i bilingualni. Postoje dva dijalekta: kaouara-timba-sindou-koroni i ginaourou.

## Vanjske poveznice
- Natioro (14th)
- Natioro (15th)